# Micah Boyd
Micah Boyd, né le 6 avril 1982 à Saint Paul (Minnesota), est un rameur d'aviron américain. 

## Carrière
Micah Boyd a participé aux Jeux olympiques de 2008 à Pékin. Il a remporté la médaille de bronze  avec le huit américain composé de Beau Hoopman, Matt Schnobrich, Steven Coppola, Wyatt Allen, Daniel Walsh, Josh Inman, Bryan Volpenhein et Marcus McElhenney.